# Jean Labbé (avocat)
Pour l’article homonyme, voir Jean Labbé.
Pour les personnes ayant le même patronyme, voir Labbé.
Jean Labbé, né le 1er juillet 1872 à Neuilly-sur-Seine et mort le 27 juin 1946 dans cette même ville, est un avocat qui fut président de la Compagnie générale des Eaux, administrateur du Crédit Foncier de France, et président de l'ordre des avocats à la cour de cassation et au Conseil d’État.

## Biographie
Né le 1er juillet 1872 à Neuilly-sur-Seine, Jean Hippolyte Labbé est le fils de Léon Labbé, à l'époque chirurgien en chef de l'hôpital de la Pitié et devenu par la suite sénateur de l'Orne. Après une licence de lettres obtenue en 1893, il devient en 1895 avocat à la cour d’appel de Paris avant d'obtenir son doctorat de droit en 1898. 
Après avoir occupé les postes de secrétaire de la conférence des avocats à la cour de Paris et d'avocat à la cour de cassation et au Conseil d’État, il devient en 1914 directeur de la justice militaire puis en président de l'ordre des avocats à la cour de cassation et au Conseil d’État.  
Il est élu le 11 février 1939 au quatrième fauteuil de la section de législation, droit public et jurisprudence de l'Académie des sciences morales et politiques. À la Libération, il devient vice-président du Comité de Libération de l’Orne et membre de la Commission d’épuration du Conseil d’État. Il meurt le 27 juin 1946 à Neuilly-sur-Seine.

## Distinctions

### Décorations
- Commandeur de la Légion d'honneur[2]

### Prix
- Il reçoit en 1899 le Prix Liouville, décerné par l'ordre des avocats[2].

## Publications
- Jean Labbé, Du recours pour abus au XIXe siècle, thèse pour le doctorat soutenue le 8 juin 1898, Paris, A. Rousseau, 1898[5].
- Jean Labbé, Titres et travaux de Jean-Hippolyte Labbé, né à Neuilly-sur-Seine le 1er juillet 1872, Paris, Librairie du Recueil Sirey, 1939[6]

### Sources
- Marcel Plaisant, « Notice sur la vie et les travaux de Jean Labbé » in Publications de l’Institut de France, 1953, n° 14.